# 劇団ZERO
劇団ZERO（げきだんぜろ）は日本の和歌山を中心に活動する劇団。1989年島田忠を中心に劇団を結成以来、和歌山市を中心にオリジナルや既製作品を制作上演。音楽とダンス、派手な衣装の斬新な舞台が特徴的である。主な作品に、シェイクスピアシリーズ「リチャードⅢ世」「ローマの悲劇」「新オッテロ」、「恋人たちの学校」「ドン・ジョバンニ」。2015年紀の国わかやま国体文化プログラム参加の地元に伝わる伝承をもとに創作した「名草姫」がある。2024年有吉佐和子原作「三婆」上演し代表作になる。和歌山市立有吉佐和子記念館にて月例朗読劇を開催。公演活動の他、地域の舞台芸術の振興を目的に小学校を中心に演劇ワークショプや子供向けの劇団ZEROJr公演をおこなっている。2021年同団員の石村渚が、新感覚朗読劇団「渚会」設立。
- 1994年　世界リゾート博メインステージにてオリジナルミュージカルショー「ザッツエンターテイメント」上演
- 1996年　新大阪メルパルクホールにてゲーテ原作「FAUST」上演
- 1999年　南紀熊野体験博　那智勝浦会場にてオリジナルショー「ザ・プロデューサー」上演
- 2004年　シェイクスピアシリーズスタート１作目和歌山市民会館にてリチャードⅢ世上演
- 2008年　和歌山市文化奨励賞受賞
- 2012年　上富田文化会館「愛と友情」公演
- 2013年　シェイクスピアシリーズvol．９和歌山市民会館にて「薔薇の王冠」上演
- 2013年　和歌山県文化奨励賞受賞
- 2014年　シェイクスピアシリーズvol.．１０和歌山市民会館にてヘンリー六世四部作原作「薔薇の王冠ジェネシス」上演
- 2014年　第50回文化奨励賞受賞記念公演、和歌山県民文化会館にてリチャードⅢ世上演
- 2015年　シェイクスピアシリーズvol.１１和歌山市民会館にてオセロを原作にした「新オッテロ」上演
- 2015年　紀の国わかやま国体文化プログラム参加、和歌の浦アート・キューブにて「紀の国女王伝説・現代に蘇る名草戸畔～名草姫～」上演
- 2016年　和歌山市民会館にて紀の国の女王伝説「名草姫」上演
- 2021年　きのくに和歌山国民文化祭で和歌山城ホール演劇こけら落とし「名草姫」上演
- 2024年　有吉佐和子原作「三婆」上演　：和歌山城ホール
- 2024年　和歌山市文化醸成事業　有吉佐和子原作「山彦ものがたり」上演：和歌山城ホール
- 2025年　きのくに夢物語「かみながひめ」「わかやま夢物語」「神功皇后」渚会上演 ：和歌山城ホール

## 受賞歴
- 2008年、和歌山市文化奨励賞受賞
- 2013年、和歌山県文化奨励賞受賞
- 2015年　大桑文化奨励賞　島田忠受賞

## 劇団員
劇団代表：島田　忠
- 川端恵
- 藤本理恵
- 児島良孝
- 石村渚
- 山田浩二
- 野田　和豊
- 南出悠
- 若野俊朗
- メイ
- 永津心生
- 永津夏桜子
- 平松樹
- 山田也華